# Leonard Michniewski

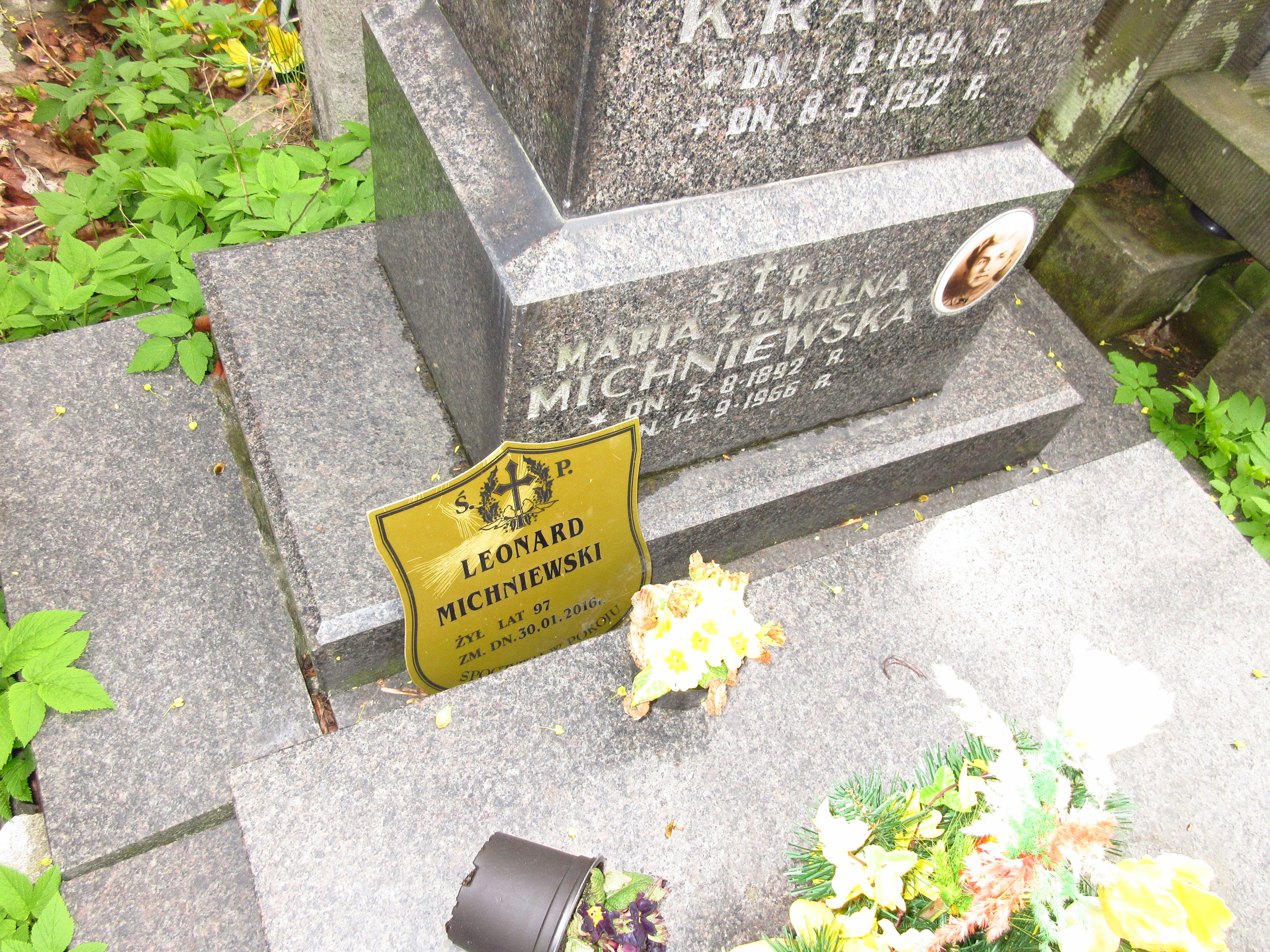
Grób Leonarda Michniewskiego na cmentarzu Bródnowskim

Leonard Marian Michniewski (ur. 4 października 1918, zm. 30 stycznia 2016) – polski siatkarz i brydżysta, Arcymistrz (PZBS), odznaczony złotą odznaką PZBS (1981), członek honorowy PZBS (1996), mistrz Polski w siatkówce, trener reprezentacji Polski w siatkówce, sekretarz generalny PZBS (1962-1985), trener II klasy brydża sportowego. Pochowany na cmentarzu Bródnowskim (kwatera 35A-6-19).

## Kariera siatkarska
W 1946 został mistrzem Polski w barwach Społem Warszawa, sukces ten powtórzył w 1947 jako zawodnik AZS Warszawa, w 1948 został wicemistrzem Polski z drużyną SKS Warszawa. Z Gwardią Warszawa sięgnął po wicemistrzostwo Polski jako trener. Jesienią 1954 został trenerem I reprezentacji Polski seniorów i prowadził ją do szóstego miejsca na mistrzostwach Europy w 1955. Latem 1956 na stanowisku trenera zastąpił go Jacek Busz.

## Wyniki brydżowe

### Rozgrywki krajowe
W rozgrywkach krajowych zdobywał następujące lokaty:
| Mistrzostwa Polski teamów | Mistrzostwa Polski teamów | Mistrzostwa Polski teamów | Mistrzostwa Polski teamów |
| Rok                       | Typ                       | Kategoria                 | Pozycja                   |
| ------------------------- | ------------------------- | ------------------------- | ------------------------- |
| 1985                      | Otwarte                   | Miksty                    | 1                         |
| 1984                      | Otwarte                   | Miksty                    | 1                         |

| Mistrzostwa Polski par | Mistrzostwa Polski par | Mistrzostwa Polski par | Mistrzostwa Polski par |
| Rok                    | Kategoria              | Partner                | Pozycja                |
| ---------------------- | ---------------------- | ---------------------- | ---------------------- |
| 1982                   | Miksty                 | Urszula Stanikowska    | 1                      |

### Zawody światowe
W światowych zawodach zdobył następujące lokaty:
| Mistrzostwa Świata. Konkurencja teamów | Mistrzostwa Świata. Konkurencja teamów | Mistrzostwa Świata. Konkurencja teamów | Mistrzostwa Świata. Konkurencja teamów | Mistrzostwa Świata. Konkurencja teamów | Mistrzostwa Świata. Konkurencja teamów |
| Rok                                    | Miejsce                                | Zawody                                 | Kategoria                              | Drużyna                                | Pozycja                                |
| -------------------------------------- | -------------------------------------- | -------------------------------------- | -------------------------------------- | -------------------------------------- | -------------------------------------- |
| 1982                                   | Biarritz                               | 6. Mistrzostwa Świata                  | Open                                   | Frenkiel                               | 20                                     |
| 1978                                   | Nowy Orlean                            | 5. Mistrzostwa Świata                  | Open                                   | Frenkiel                               | 1                                      |

### Zawody europejskie
W europejskich zawodach zdobył następujące lokaty:
| Zawody europejskie. Konkurencja par | Zawody europejskie. Konkurencja par | Zawody europejskie. Konkurencja par | Zawody europejskie. Konkurencja par | Zawody europejskie. Konkurencja par | Zawody europejskie. Konkurencja par |
| Rok                                 | Miejsce                             | Zawody                              | Kategoria                           | Partner                             | Pozycja                             |
| ----------------------------------- | ----------------------------------- | ----------------------------------- | ----------------------------------- | ----------------------------------- | ----------------------------------- |
| 1993                                | Bielefeld                           | 7. Mistrzostwa Europy Par           | Seniorzy                            | Lech Sados                          | 53                                  |

## Klasyfikacja
- Leonard Michniewski – klasyfikacja PZBS
- Leonard Michniewski – klasyfikacja EBL (ang.)
- Leonard Michniewski – klasyfikacja WBF (ang.)